# Canoagem nos Jogos Pan-Americanos de 2011 - C-1 1000 m masculino
A competição do C-1 1000 metros masculino foi um dos eventos da canoagem nos Jogos Pan-Americanos de 2011. Foi disputada na Pista de Remo e Canoagem, em Ciudad Guzmán, no dia 28 de outubro.

## Calendário
Horário local (UTC-6).
| Data          | Horário | Fase  |
| ------------- | ------- | ----- |
| 28 de outubro | 9:45    | Final |

## Medalhistas
| Ouro   | MEX Everardo Cristóbal |
| Prata  | CUB Reydel Ramos       |
| Bronze | CHI Johnnathan Tafra   |

## Resultados

### Final
| Pos.              | Canoísta           | País               | Tempo    | Obs. |
| ----------------- | ------------------ | ------------------ | -------- | ---- |
| Medalha de ouro   | Everardo Cristóbal | MEX México         | 4:03.288 |      |
| Medalha de prata  | Reydel Ramos       | CUB Cuba           | 4:03.973 |      |
| Medalha de bronze | Johnnathan Tafra   | CHI Chile          | 4:05.323 |      |
| 4                 | Edwar Paredes      | VEN Venezuela      | 4:13.569 |      |
| 5                 | Sergio David       | COL Colômbia       | 4:25.805 |      |
| 6                 | Robert Finlayson   | USA Estados Unidos | 4:34.301 |      |
| 7                 | Leonardo Niveiro   | ARG Argentina      | 4:45.499 |      |
| 99 !              | Wladimir Moreno    | BRA Brasil         | DSQ      |      |
| 99 !              | Roland Varga       | CAN Canadá         | DSQ      |      |